# Go Nishida
Go Nishida (西田 剛 Nishida Go?, nacido el 14 de septiembre de 1986 en Kagoshima) es un futbolista japonés que se desempeña como delantero.

## Trayectoria

### Clubes
| Club           | País  | Año         |
| -------------- | ----- | ----------- |
| Yokohama FC    | Japón | 2009 - 2011 |
| Avispa Fukuoka | Japón | 2012 - 2014 |
| Ehime FC       | Japón | 2015 -      |

## Estadística de carrera

### J. League
| Club           | Año   | J. League | J. League | Copa J. League | Copa J. League | Total | Total |
| Club           | Año   | Part.     | Goles     | Part.          | Goles          | Part. | Goles |
| -------------- | ----- | --------- | --------- | -------------- | -------------- | ----- | ----- |
| Yokohama FC    | 2009  | 44        | 4         | -              | -              | 44    | 4     |
| Yokohama FC    | 2010  | 29        | 7         | -              | -              | 29    | 7     |
| Yokohama FC    | 2011  | 19        | 2         | -              | -              | 19    | 2     |
| Avispa Fukuoka | 2012  | 28        | 3         | -              | -              | 28    | 3     |
| Avispa Fukuoka | 2013  | 33        | 5         | -              | -              | 33    | 5     |
| Ehime FC       | 2014  | 30        | 10        | -              | -              | 30    | 10    |
| Ehime FC       | 2015  | 37        | 7         | -              | -              | 37    | 7     |
| Ehime FC       | 2016  | 16        | 0         | -              | -              | 16    | 0     |
| Ehime FC       | 2017  | 21        | 5         | -              | -              | 21    | 5     |
| Total          | Total | 257       | 43        | 0              | 0              | 257   | 43    |